# HMS K3
Pour les articles homonymes, voir K3.
Le HMS K3 est le navire de tête des sous-marins britannique de classe K de la Royal Navy. Il a été construit par Vickers à Barrow-in-Furness. Sa quille est posée le 21 mai 1915 et il est mis en service le 4 août 1916.
Le K3 a été vendu le 26 octobre 1921 à la Barking Ship Breaking Company pour la démolition à Londres.

## Conception
Le K3 avait un déplacement de 1 800 tonnes en surface et 2 600 tonnes en immersion. Il avait une longueur totale de 103 m, un maître-bau de 8,08 m et un tirant d'eau de 6,38 m. Le sous-marin était propulsé par deux chaudières Yarrow Shipbuilders alimentées au mazout, qui alimentaient chacune une turbine à vapeur Brown-Curtis ou Parsons développant 10 500 ch (7 800 kW) qui entraînaît deux hélices de 2,29 m de diamètre. En immersion, la propulsion était assurée par quatre moteurs électriques, produisant chacun de 350 à 360 ch (260 à 270 kW). Il avait également un moteur Diesel de 800 ch (600 kW), qui était utilisé le temps que la vapeur monte en pression, ou à la place de celle-ci.
Le sous-marin avait une vitesse maximale en surface de 24 noeuds (44 km/h) et une vitesse en immersion de 9 à 9,5 noeuds (16,7 à 17,6 km/h),. Il pourrait opérer à une profondeurs de 150 pieds (46 m) et y parcourir 80 milles marins (150 km) à 2 noeuds (3,7 km/h).
Le K3 était armé de dix tubes lance-torpilles de 18 pouces (457 mm), de deux canons de pont de 4 pouces (100 mm) et d’un canon antiaérien de 3 pouces (76 mm). Ses tubes lance-torpilles étaient répartis ainsi : quatre dans l’étrave, quatre dans la section centrale, tirant sur les côtés, et deux sur le pont dans un affût rotatif. Son effectif était de cinquante-neuf membres d’équipage.

## Accidents
En décembre 1916, le K3, avec le futur roi George VI à bord, est devenu incontrôlable en plongée. L’avant du navire a plongé à 150 pieds (46 m), avec l’arrière et les hélices soulevées au-dessus des vagues. Il a fallu vingt minutes pour libérer avec succès le navire de la boue recouvrant le fond marin.
Le 9 janvier 1917, la chaufferie du K3 est inondée en mer du Nord. En novembre 1917, le K3 a été impliqué dans un accident avec le 4th Light Cruiser Squadron (4e escadre de croiseurs légers), qui a conduit au naufrage du HMS K1. Le K3 a également participé à la « bataille de l'île de May » en 1918.
Le 2 mai 1918, le K3 plonge à nouveau de façon incontrôlable jusqu’à 266 pieds (81 m), et la pression écrase une partie de la coque.